# Abdelhak Achik
Abdelhak Achik (en arabe : عبد الحق عشيق) est un boxeur marocain né le 
11 mars 1959. Il est le frère du boxeur Mohamed Achik

## Carrière
Le jeune Abdelhak intègre l’école de boxe Khachabate Hay Mohammadi à l'âge de 8 ans. En 1977, il rejoint l’équipe nationale marocaine junior. En 1978, il participe au championnat national senior et remporte le titre de champion du Maroc en poids mouches (-51 kg) puis en 1983 la médaille d’or en poids coqs aux Jeux méditerranéens organisés au Maroc. En 1988, il participe aux Jeux olympiques de 1988 à Séoul où il décroche la médaille de bronze dans la catégorie poids plumes. C'est sa seule participation aux Jeux olympiques. 
En 1990, il décroche une médaille d’or (toujours en poids plumes) aux championnats arabes puis une médaille de bronze aux Jeux méditerranéens en Grèce en 1991. À partir de 1991, Abdelhak Achik s’est lancé dans l’entraînement des équipes nationales. En parallèle, il crée en compagnie de son frère Mohamed Achik une école de boxe.

## Parcours auxJeux olympiques
Jeux olympiques d'été de 1988 à Séoul (poids plumes) :
- Bat Francisco Avelar (El Salvador) 4-1
- Bat Omar Catari (Venezuela) par KO au 1er round
- Bat Liu Dong (Chine) par KO au 1er round
- Perd contre Giovanni Parisi (Italie) par arrêt de l'arbitre au 1er round